# Felipe Vizeu
Felipe Vizeu do Carmo, noto semplicemente come Felipe Vizeu (Três Rios, 12 marzo 1997), è un calciatore brasiliano, attaccante del Remo.

## Caratteristiche tecniche
Attaccante di piede mancino forte fisicamente, abile a svariare su tutto il fronte offensivo, spicca nel colpo di testa e negli anticipi sui difensori. Dotato di un buon senso del gol, i suoi punti deboli sono una scarsa tecnica individuale e la difficoltà negli uno contro uno. Per le sue caratteristiche è stato paragonato a Roberto Carlos Sosa.

## Carriera

### Club

#### Gli inizi
Cresciuto nelle giovanili del Flamengo, ha debuttato il 26 maggio 2016 in un match pareggiato 2-2 contro la Chapecoense, segnando la prima rete dell'incontro.

#### Udinese e vari prestiti
Il 7 febbraio 2018 viene acquistato, per 5 milioni di euro, dall'Udinese, firmando un quinquennale con il club italiano; il trasferimento è stato validato il 1º luglio seguente. Ha esordito con i friulani il 2 settembre successivo, nel match di campionato contro la Fiorentina.
Non trova molto spazio con i friulani giocando complessivamente 5 partite (tutte in campionato) prima di venire ceduto in prestito in patria al Grêmio il 12 gennaio 2019.
Terminato il prestito, il 16 gennaio 2020 viene ceduto nuovamente a titolo temporaneo, questa volta all'Achmat Groznyj, nonostante inizialmente fosse destinato ad andare all'Athletico Paranaense. Rimane solo 6 mesi con il club russo, prima di tornare in Italia ed essere ceduto ancora una volta a titolo temporaneo al Ceará, ritornando in patria e collezionando 5 reti in 24 presenze.
Il 21 luglio 2021 viene ceduto in prestito allo Yokohama FC, club giapponese che milita nella massima divisione nipponica, rimanendo in Giappone fino al 30 giugno 2022. 

#### Sheriff Tiraspol
Il 30 agosto 2022 viene ceduto a titolo definitivo allo Sheriff Tiraspol, formazione della massima serie moldava.

### Nazionale
Con la Nazionale Under-20 brasiliana ha preso parte al Campionato sudamericano Under-20 2017, collezionando 8 presenze e 4 reti.

## Statistiche

### Presenze e reti nei club
Statistiche aggiornate al 1º settembre 2022.
| Stagione        | Squadra          | Campionato      | Campionato | Campionato | Coppe nazionali | Coppe nazionali | Coppe nazionali | Coppe continentali | Coppe continentali | Coppe continentali | Altre coppe | Altre coppe | Altre coppe | Totale | Totale |
| Stagione        | Squadra          | Comp            | Pres       | Reti       | Comp            | Pres            | Reti            | Comp               | Pres               | Reti               | Comp        | Pres        | Reti        | Pres   | Reti   |
| --------------- | ---------------- | --------------- | ---------- | ---------- | --------------- | --------------- | --------------- | ------------------ | ------------------ | ------------------ | ----------- | ----------- | ----------- | ------ | ------ |
| 2016            | Flamengo         | A+A1/RJ         | 15+7       | 5+3        | CB              | 1               | 0               | CS                 | 1                  | 0                  | PL          | 2           | 0           | 26     | 8      |
| 2017            | Flamengo         | A+A1/RJ         | 18+8       | 2+2        | CB              | 2               | 0               | CS+CL              | 8+0                | 5+0                | PL          | 2           | 0           | 38     | 9      |
| 2018            | Flamengo         | A+A1/RJ         | 4+1        | 3+0        | CB              | 0               | 0               | CL                 | 0                  | 0                  | PL          | 0           | 0           | 5      | 3      |
| Totale Flamengo | Totale Flamengo  | Totale Flamengo | 37+16      | 10+5       |                 | 3               | 0               |                    | 9                  | 5                  |             | 4           | 0           | 69     | 20     |
| 2018-gen. 2019  | Udinese          | A               | 5          | 0          | CI              | 0               | 0               | -                  | -                  | -                  | -           | -           | -           | 5      | 0      |
| 2019            | Grêmio           | A+A1/G          | 11+10      | 1+2        | CB              | 3               | 2               | CL                 | 2                  | 0                  | -           | -           | -           | 26     | 5      |
| gen.-ago. 2020  | Achmat Groznyj   | PL              | 7          | 1          | CR              | 0               | 0               | -                  | -                  | -                  | -           | -           | -           | 7      | 1      |
| ott.-dic. 2020  | Ceará            | A+A1/CEA        | 11+0       | 2+0        | CB              | 3               | 0               | -                  | -                  | -                  | CN          | 11          | 3           | 25     | 5      |
| gen.-giu. 2021  | Ceará            | A+A1/CEA        | 1+1        | 0+0        | CB              | 1               | 0               | CS                 | 4                  | 0                  | CN          | 0           | 0           | 7      | 0      |
| Totale Ceara    | Totale Ceara     | Totale Ceara    | 13         | 2          |                 | 4               | 0               |                    | 4                  | 0                  |             | 11          | 3           | 32     | 5      |
| lug.-dic. 2021  | Yokohama FC      | J1L             | 13         | 2          | CI+CdL          | 0+0             | 0+0             | -                  | -                  | -                  | -           | -           | -           | 13     | 2      |
| gen.-giu. 2022  | Yokohama FC      | J2L             | 8          | 1          | CI              | 2               | 1               | -                  | -                  | -                  | -           | -           | -           | 10     | 2      |
| Totale Yokohama | Totale Yokohama  | Totale Yokohama | 21         | 3          |                 | 2               | 1               |                    | -                  | -                  |             | -           | -           | 23     | 4      |
| 2022-2023       | Sheriff Tiraspol | SL              | -          | -          | CM              | -               | -               | UCL+UEL            | -                  | -                  | -           | -           | -           | -      | -      |
| Totale carriera | Totale carriera  | Totale carriera | 120        | 24         |                 | 12              | 3               |                    | 15                 | 5                  |             | 15          | 3           | 162    | 35     |

## Palmarès

### Club

#### Competizioni statali
- Campionato Carioca: 1

Flamengo: 2017
- Campionato Gaucho: 1

Grêmio: 2019